# جزيرة الأشجار المفقودة
جزيرة الأشجار المفقودة (The Island of Missing Trees)، هي رواية للكاتبة التركية ألف شفق وأخر ما صدر لها لتاريخه، تحكي طبيعة العلاقة التي تجمع الكاتبة بالعالم الأصلي الذي تنحدر منه.
نشرت للمرة الأولى باللغة الانجليزية في عام 2021 وتعود إلى فترة الصراع التركي اليوناني في عام 1974. تدور أحداث الرواية في طرف البحر الأبيض المتوسط، حيث تلتقي ديفني (البالغة من العمر 18 عامًا) وكوستاس (البالغ من العمر 17 عامًا) في إحدى الحانات في قبرص. تنشأ علاقة غرامية بين ديفني التركية وكوستاس اليوناني، على الرغم من الصراع المستمر بين اليونانيين والأتراك في تلك الفترة. الرواية تستكشف موضوعات مثل التاريخ والقبرص والعلاقات الإنسانية. يُعتبرها البعض من أعمال الأدب العالمي المميزة.
صدرت النسخة العربية من الرواية عن دار الآداب للنشر والتوزيع عام 2022، بترجمة أحمد حسن المعيني.

## نبذة عن الرواية
كان يا ما كان، في سالف الذِّكرى، في الطرَف القصيِّ من البحر الأبيض المتوسّط، جزيرةٌ هامَ في حبِّها الرحَّالةُ والحجّاج والتجّار وفرسان الحروب المقدَّسة، فكانوا لفرط جمالها وزُرقتها إمَّا لا يطيقون فراقها، أو يحاولون أن يجرُّوها معهم بحبالٍ متينةٍ إلى بلادهم لعلَّها محضُ أساطير.
غير أنَّ الأساطير ما وُجِدت إلَّا لكي تقصَّ علينا ما تسلَّلَ من ذاكرة التاريخ. يونانيٌّ وتركيَّة، يكبُر الحبُّ بينهما على أرض جزيرة قبرص، غير أنَّ منطق الحرب لا يُبقي على شيءٍ دون تدميرٍ أو تقسيم. يفترقان، يلتقيان، ويبتعدان، لكنَّ التاريخ يأبى إلَّا أن يفرض نفسه على الحاضر.

## قيل عنها
«ما أروعها من روايةٍ تفطر القلب... وأحدُ الرواةِ شجرةُ تين!»
(مارغريت آتوود)
«أليف شافاك أفضلُ مَن كَتَبَ الروايات في تركيا في هذا العقد».
(أورهان باموك)
«شافاق اجتهدت كي توسع الفضاء الروائي حتى يستوعب أسئلة العصر الحارقة، مثل سؤال البيئة وسؤال القيم الجديدة التي هي محط خلاف بين الثقافة الغربية والثقافة الإسلامية اليوم، وعلى رأسها قيم الأسرة.»
(د. خالد حاجي)